# Skoki do wody na Letnich Igrzyskach Olimpijskich 1920
Skoki do wody na Letnich Igrzyskach Olimpijskich 1920 w Antwerpii rozgrywane były w dniach 22–29 sierpnia 1920 r. Po raz pierwszy w programie pojawiła się konkurencja skoków z trampoliny kobiet. Jedynym zawodnikiem, który zdobył więcej, niż jeden medal był Amerykanin Clarence Pinkston, który wywalczył złoto i srebro. 

## Medaliści

### Mężczyźni
| Konkurencja                                | Złoto             | Wynik  | Srebro            | Wynik  | Brąz          | Wynik  |
| Trampolina (szczegóły)                     | Louis Kuehn       | 675,4  | Clarence Pinkston | 655,30 | Louis Balbach | 649,50 |
| Wieża - skoki proste i złożone (szczegóły) | Clarence Pinkston | 503,30 | Erik Adlerz       | 495,40 | Harry Prieste | 468,65 |
| Wieża - skoki proste (szczegóły)           | Arvid Wallman     | 183,5  | Nils Skoglund     | 183,0  | John Jansson  | 175,0  |

### Kobiety
| Konkurencja            | Złoto            | Wynik | Srebro             | Wynik | Brąz         | Wynik |
| Trampolina (szczegóły) | Aileen Riggin    | 539,9 | Helen Wainwright   | 534,8 | Thelma Payne | 534,1 |
| Wieża (szczegóły)      | Stefanie Clausen | 173,0 | Beatrice Armstrong | 166,0 | Ewa Olliwier | 166,0 |

## Kraje uczestniczące
W zawodach wzięło udział 53 skoczków z 14 krajów:

- Australia (1)
- Belgia (3)
- Brazylia (1)
- Dania (5)
- Finlandia (3)
- Francja (1)
- Japonia (1)
- Kanada (1)
- Norwegia (4)
- Stany Zjednoczone (14)
- Szwecja (12)
- Szwajcaria (1)
- Wielka Brytania (5)
- Włochy (1)

## Klasyfikacja medalowa
| Miejsce | Państwo           | Złoto | Srebro | Brąz | Razem |
| ------- | ----------------- | ----- | ------ | ---- | ----- |
| 1.      | Stany Zjednoczone | 3     | 2      | 3    | 8     |
| 2.      | Szwecja           | 1     | 2      | 2    | 5     |
| 3.      | Dania             | 1     | 0      | 0    | 1     |
| 4.      | Wielka Brytania   | 0     | 0      | 1    | 1     |
| Razem   | Razem             | 5     | 5      | 5    | 15    |